# Amb el cap fora l'aigua
Amb el cap fora l'aigua (títol original en noruec Hodet over vannet) és una pel·lícula noruega de thriller de comèdia del director Nils Gaup. Va ser un gran èxit a la taquilla noruega. En 1993 va ser una de les deu pel·lícules més vistes a les sales de cinema noruegues. L'any següent, 1994, va guanyar el Premi Amanda a la millor pel·lícula noruega esterenada al cinema.
És una producció de l'empresa Filmkameratene A/S. El 1996, es va estrenar un remake nord-americà de la pel·lícula protagonitzat per Cameron Diaz i Harvey Keitel.
Va ser filmat a Yxnøy a Østerøya (Illa de l'Est) a Sandefjord, Noruega. Està inspirat en el Tauró de Steven Spielberg i diverses pel·lícules d'Alfred Hitchcock.

## Argument
La història gira al voltant de la parella casada Lene i Einar, que estan de vacances en una petita illa a la costa de Noruega del Sud. El marit marxa a pescar amb el seu amic Bjørn. Mentre no estan, la Lene rep la visita d'en Gaute, un antic amant que arriba borratxo. Passa la nit a la casa de vacances. Quan la Lene va a despertar en Gaute, descobreix que és mort. L'endemà al matí, Einar torna del seu viatge de pesca i descobreix el cadàver de Gaute al soterrani. Aleshores, ell i la Lene intenten decidir com disposar del cos.

## Repartiment
- Lene Elise Bergum com a Lene
- Svein Roger Karlsen com a Einar
- Morten Abel com a Bjørn
- Reidar Sørensen com a Gaute

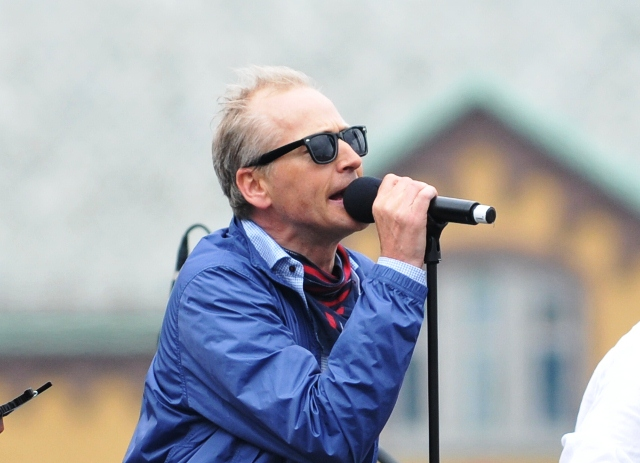
Morten Abel interpreta un paper a la pel·lícula i va fer la seva cançó principal. És una de les estrelles pop més grans de Noruega.

- Jon Skolmen com a oficial de policia

## Música de pel·lícula
La cançó principal va ser gravada per l'artista pop Morten Abel que també interpreta el paper de Bjørn a la pel·lícula. El 15 de gener de 1994, la cançó va assolir el número 9 a la llista de rècords nacionals noruecs VG-lista per als 10 millors senzills. It remains one of two times Morten Abel gained a hit on VG-lista.

## Remake

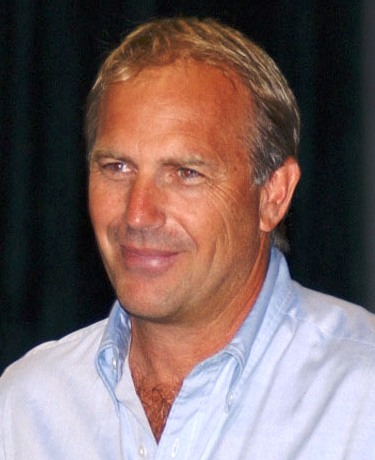
Kevin Costner va comprar els drets de remake el 1995.

El 1995, la pel·lícula es va vendre a Hollywood per a una producció de remake. L'actor i cineasta Kevin Costner va quedar impressionat amb la pel·lícula i més tard va comprar els drets de remake a Tig Productions a Hollywood. La versió estatunidenca, que és protagonitzada per Cameron Diaz i Harvey Keitel, va ser dirigida per Jim Wilson. Finalment, el remake va tenir poc èxit a la taquilla de tots dos països.
La versió estatunidenca va rebre la qualificació de PG-13 per l'MPAA, mentre que la versió noruega va rebre una restricció d'edat per a més de 15 anys per la Norwegian Media Authority.

## Premis i nominacions
Hodet over vannet va ser nominada al Premi Amanda a la millor pel·lícula nòrdica, millor pel·lícula noruega en estrena cinematogràfica, millor actor (Svein Roger Karlsen) i millor actriu (Lene Elise Bergum). Va rebre el premi Amanda a la millor pel·lícula noruega en estrena en sales. També va ser seleccionada com a entrada noruega per a l'Millor pel·lícula en llengua estrangera als Premis Oscar de 1993, però no va ser acceptada com a nominada.